# Alfred Baštýř
Alfred Baštýř (pseudonym Alfred Abatýr, 1. května 1865 Kardašova Řečice – 21. srpna 1942 Koncentrační tábor Terezín) byl český herec a filmový činitel, fotograf židovského původu, původním povoláním zubař.

## Životopis
Narodil se 1. května 1865 v Kardašově Řečici. Jeho otec byl Moses Baštýř, první docent zubního lékařství na Karlo-Ferdinandově univerzitě a člen českého židovského hnutí. I když od malička tíhl k umění, vydal se ve stopách otce a vystudoval medicínu v Praze. Následně pracoval jako zubní lékař, jehož služby využívali hlavně bohatší klienti, jako třeba velvyslanci. Díky tomu si našel cestu zpátky k umění, skupoval nejrůznější umělecká díla, začal fotit a zapojoval se i do výroby mnoha přístrojů.
Ve světě české kinematografie začal být Baštýř významnější postavou od 20. let 20. století. V roce 1921 stál při vzniku produkční a distribuční filmové společnosti Kalosfilm, ta ale fungovala pouze pět let. V roce 1921 byl také předsedou Organizace českého filmového herectva, v letech 1922–1924 zastával funkci místopředsedy Filmové rady československé a roku 1927 se připojil ke Svazu filmových výroben československých. Ve filmu se angažoval hojně i jako herec, mezi lety 192–1938 ho bylo možné spatřit v desítkách filmů. Mezi nejznámější snímky patří například Panenka (1938), Svět patří nám (1937), Láska a lidé (1937) nebo Batalion (1937). Někdy vystupoval i pod pseudonymem Alfred Abýr.
Baštýř se nečinil pouze u filmu, ale i v radiu. Roku 1925 se podílel na vzniku Československého radiosvazu, v letech 1927–1929 působil rovněž jako jeho předseda. Podílel se rovněž na chodu Československého radioklubu. Několik let byl také redaktorem časopisu Radio Revue a věstníku Československého Radiosvěta.
Angažoval se i u řady vynálezů. Jeho vynálezy většinou souvisely s filmem, ale vynalezl i praktické předměty.
Když mu bylo šestnáct let, stal se členem zednářské lóže, kde se angažoval po celý svůj život. Avšak po vzniku Protektorátu Čechy a Morava se začal jeho život převracet naruby. Baštýřovo psychické zdraví se prudce zhoršovalo, až byl umístěn do psychiatrické léčebny v Bohnicích. Stal se terčem fašistů kvůli svému židovskému původu a členství u svobodných zednářů. Byl tedy z nemocnice deportován do koncentračního tábora v Terezíně, kde 21. srpna 1942 zemřel.